# Chrétien-Longi-Reaktion
Die Chrétien-Longi-Reaktion ist eine Namensreaktion der organischen Chemie. Von der Reaktion wurde das erste Mal im Jahre 1944 durch André Chrétien und Yves Longi berichtet.

## Übersichtsreaktion
Bei der Chrétien-Longi-Reaktion wird ein Ester der Salpetrigen Säure aus einem Alkohol mit Hilfe von Natriumnitrit und Aluminiumsulfat synthetisiert.

## Reaktionsmechanismus
Im vorgeschlagenen Reaktionsmechanismus wird der Alkohol mit Natriumnitrit umgesetzt. Anschließend folgt eine Protonierung und der gewünschte Ester entsteht.

## Modifikation
Die Reaktion lässt sich auch mit verdünnter Essigsäure durchführen.

## Anwendung
Die Chrétien-Longi-Reaktion wird für die Synthese von Estern der Salpetrigen Säure verwendet.